# Sous-région de Tampere
La sous-région de Tampere (finnois : Tampereen seutukunta) est une sous-région de Pirkanmaa en Finlande. 
Au niveau 1 (LAU 1 ) des unités administratives locales définies par l'union européenne elle porte le numéro 064.

## Municipalités
La sous-région de Tampere est composée des municipalités suivantes :
| Blason              | Municipalité              |
| ------------------- | ------------------------- |
| Hämeenkyrön vaakuna | Hämeenkyrö (municipalité) |
| Kangasalan vaakuna  | Kangasala (ville)         |
| Lempäälän vaakuna   | Lempäälä (municipalité)   |
| Nokian vaakuna      | Nokia (ville)             |
| Oriveden vaakuna    | Orivesi (ville)           |
| Pirkkalan vaakuna   | Pirkkala (municipalité)   |
| Pälkäneen vaakuna   | Pälkäne (municipalité)    |
| Tampereen vaakuna   | Tampere (ville)           |
| Vesilahden vaakuna  | Vesilahti (municipalité)  |
| Ylöjärven vaakuna   | Ylöjärvi (ville)          |

## Population
Depuis 1980, l'évolution démographique de la sous-région de Tampere, au périmètre du 1er janvier 2017, est la suivante:
| Année      | 1980    | 1985    | 1990    | 1995    | 2000    | 2005    | 2010    |
| ---------- | ------- | ------- | ------- | ------- | ------- | ------- | ------- |
| population | 279 844 | 289 921 | 300 814 | 314 167 | 331 255 | 352 217 | 374 265 |

## Politique
Les résultats de l'élection présidentielle finlandaise de 2018:
- Sauli Niinistö   62.8%
- Pekka Haavisto   15.0%
- Laura Huhtasaari   7.0%
- Paavo Väyrynen   5.1%
- Merja Kyllönen   3.7%
- Tuula Haatainen   3.5%
- Matti Vanhanen   2.2%
- Nils Torvalds   0.7%